# 卡龙乡 (浪卡子县)
卡龙乡，是中华人民共和国西藏自治区山南市浪卡子县下辖的一个乡镇级行政单位。

## 行政区划
卡龙乡下辖以下地区：
卡龙村、果巴村、巴结村、东嘎村、贡米村、学庆村、加珠村和宗巴村。